# Anko (pasta)
Anko (Japans: 餡子) of an (餡) (rodebonenpasta of adukibonenpasta) is een zoete pasta gemaakt van rode adukibonen, die gebruikt wordt in de Japanse, Chinese en Koreaanse keuken.
De pasta wordt bereid door het koken en fijnstampen van adukibonen. Vervolgens wordt de pasta aangezoet met suiker of honing. De schillen van de bonen kunnen worden verwijderd door te zeven waardoor een gladdere en meer homogene pasta ontstaat.

## Soorten
De pasta van rode bonen wordt ingedeeld volgens zijn consistentie.
In de Japanse keuken zijn de meest voorkomende soorten:
- Tsubuan (粒餡), volledige rode bonen, gekookt met suiker en verder niets
- Tsubushian (潰し餡), waarbij de bonen worden gepureerd na het koken
- Koshian (漉し餡), waarbij de pasta wordt gezeefd om de schillen te verwijderen is de meest voorkomende
- Sarashian (晒し餡), waarbij de pasta eerst werd gedroogd en weer aangelengd wordt met water

In de Japanse taal verwijzen verschillende namen naar rodebonenpasta zoals an (餡), anko (餡子) en ogura (小倉). Strikt genomen kan de term an aan bijna elke zoete gepureerde pasta refereren, hoewel meestal aangenomen wordt dat er rode bonen gebruikt worden. Alternatieve namen zijn shiroan (白餡), pasta gemaakt van Japanse witte bonen en kurian (栗餡), pasta gemaakt van kastanjes.
De overeenkomstige Chinese term dòu shā (豆沙) verwijst in het algemeen naar rodebonenpasta, hoewel hóngdòu shā (紅豆沙) explicieter "rodebonenpasta" betekent.

### Japanse keuken
Rodebonenpasta wordt gebruikt als vulling of topping in veel wagashi (Japanse zoetigheden):
- Anmitsu (あんみつ), een dessert bestaande uit rodebonenpasta, kleine blokjes agargelei en stukjes fruit, geserveerd met siroop.
- Anpan (あんパン), een zoet broodje gevuld met een pasta van rode bonen.
- Daifuku (大福), een gebakje bestaande uit een kleine ronde mochi (kleefrijstcake) gevuld met een pasta van rode bonen.
- Dango (団子), een spiesje met balletjes gemaakt van kleefrijstmeel overgoten met rodebonenpasta.
- Dorayaki (どら焼き), een gebak bestaande uit twee kleine pannenkoekjes gemaakt van castelladeeg rond een vulling van rodebonenpasta.
- Manjū (饅頭), een gestoomde cake gevuld met een pasta van rode bonen.
- Oshiruko of Zenzai, adukibonensoep, vaak geserveerd met rijstcake.
- Taiyaki (鯛焼き), een visvormige cake gevuld met rodebonenpasta.
- Yōkan, een dik geleidessert gemaakt van rodebonenpasta, agaragar en suiker.

### Chinese keuken
Rodebonenpasta wordt veel gebruikt in Chinese gerechten zoals:
- Rodebonensoep (紅豆湯/紅豆沙; hóng dòu tāng / hóng dòu shā), rodebonenpasta met toevoeging van water zodat een suikersoep (tong sui), of dikke zoete soep ontstaat.  De soep wordt vaak warm gegeten als dessert, samen met tangyuan en lotuszaadjes.
- Tangyuan (湯圓; tāng yúan), kleverige rijstballetjes met zoete vullingen zoals rodebonenpasta en gekookt in gewoon of aangezoet water. Traditioneel gegeten op het lantaarnfeest.
- Zongzi (粽子; zòng zi), kleverige rijst en rodebonenpasta omwikkeld met bamboebladeren, die gestoomd of gekookt wordt. De kleefrijst die gebruikt wordt om zongzi te maken, is meestal speciaal geprepareerd en geel van kleur.
- Maancake (月餅; yùe bĭng), gebakken deeg bestaande uit een dun deeg rondom een vulling. Deze vulling wordt traditioneel gemaakt van verschillende ingrediënten, zoals gepureerde lotuszaadpasta, rodebonenpasta of andere vullingen. Dit gerecht wordt meestal gegeten tijdens het midherfstfestival.
- Bapao (豆沙包; dòu shā bāo), gestoomd zuurdesembrood gevuld met een verscheidenheid aan hartige of zoete vullingen.
- Jin deui (煎堆), een gefrituurd gebak gemaakt van kleefrijstmeel, soms gevuld met rodebonenpasta
- Rodebonencake ' (红豆糕; hóng dòu gāo), een cake met een vulling van rode bonen.
- Rodebonenpannenkoek, een dubbele pannenkoek met een vulling van rodebonenpasta. Gelijk aan de Japanse dorayaki.

### Koreaanse keuken
Rodebonenpasta wordt gebruikt in verschillende Koreaanse snacks en desserts zoals:
- Baram tteok, een rijstcake gevuld met een pasta van rode bonen.
- Bungeoppang, vergelijkbaar met de Japanse Taiyaki, een visvormige cake gevuld met rodebonenpasta.
- Chalboribbang, een soort van kleine en zoete pannenkoeken gemaakt van kleverige gerstemeel. Het gerecht bestaat uit twee lagen pannenkoek gevuld met rodebonenpasta. Letterlijk vertaald betekent het "kleverige gerstebrood".
- Hoppang, een gekookte deegbal van rijstmeel, gevuld met rodebonenpasta.
- Gyeongjubrood, een gebakje gevuld met een pasta van rode bonen.
- Patbingsu, een nagerecht of snack, gemaakt van geschaafd ijs met anko.
- Patdanja (팥단자)
- Patjuk, zoete pap van rode bonen
- Patteok (팥떡)
- Patt sirutteok, een soort rijstcake
- Songpyeon, een variant van tteok (Koreaanse rijstcake) die gegeten wordt tijdens Chuseok (oogstfeest), een feestdag in Korea.